# Бутов, Владимир Яковлевич
Владимир Яковлевич Бутов (р. 10 апреля 1958 года) — государственный и политический деятель России, Глава администрации Ненецкого автономного округа с 1996 по 2005 год.

## Биография
Родился 10 апреля 1958 года в Новосибирске.

### Образование и трудовая деятельность
По официальным данным, окончил Высший институт управления (г. Москва) в 1994 году и является магистром менеджмента и экономики. На самом деле там никогда не обучался, и диплом ему в этом институте не выдавали.
Трудовую деятельность начал плотником Ленинградской сейсморазведочной экспедиции в Ненецком автономном округе. Прошел срочную военную службу в Военно-морском флоте с 1976 по 1978 год. В 1978 году работал монтажником. С 1979 года работал в Нарьян-Маре Ненецкого автономного округа трактористом дорожно-ремонтного управления, плотником.

### Коммерческая деятельность
В 1983 году организовал мастерскую по ремонту и техническому обслуживанию снегоходов «Буран», которая в 1988 году была преобразована в кооператив «Буран». В 1992 году создал и возглавил многопрофильную производственно-коммерческую фирму «Сэр Варк».

### Политическая деятельность
В 1994 году был избран депутатом Собрания депутатов НАО.
В 1996 году в Ненецком автономном округе прошли выборы главы администрации основная борьба на которых развернулась между бывшим и действующим главами исполнительной власти — Ю. В. Комаровским и В. В. Хабаровым. После проигрыша Комаровского в первом туре Бутов неожиданно для всех вышел во второй тур выборов и 13 декабря 1996 года был избран главой администрации Ненецкого автономного округа, набрав во втором туре 49 % голосов избирателей. Обе судимости Бутова на момент выборов были уже погашены. Основным «козырем» Бутова на выборах был его образ «человека, сделавшего самого себя». Его предвыборный лозунг — «Говори по делу, живи по совести». На встречах с избирателями Бутов заявлял: «Я стал богатым, я сделаю богатыми и вас».
С 1996 по 2002 год В. Я. Бутов по должности входил в Совет Федерации, являлся членом Комитета по международным делам.
14 января 2001 года был избран главой администрации Ненецкого автономного округа на второй срок, набрав на выборах более 68 % голосов избирателей, участвовавших в голосовании. Инаугурация состоялась 27 января 2001 года в Нарьян-Маре.
Был отстранён от участия в очередных губернаторских выборах, назначенных на 23 января 2005 года: Верховный суд России отменил принятый незадолго до выборов окружной закон, позволявший Бутову баллотироваться на третий срок. К тому же Бутов был осуждён на три года условно за избиение сотрудника ГИБДД.
Награждён медалью «В память 850-летия Москвы», знаком отличия «За заслуги в пограничной службе», юбилейным знаком «300 лет горно-геологической службы», нагрудным знаком «За заслуги» (МЧС).
Избирался членом политсовета движения «Единство».
В 2012 году выдвигал свою кандидатуру на выборах мэра Нарьян-Мара, но не был зарегистрирован из-за неточностей в подписных листах.
В сентябре 2014 года избран депутатом Совета Заполярного района НАО III созыва
В сентябре 2018 года Бутов был выдвинут кандидатом в депутаты на выборах в Собрание депутатов Ненецкого автономного округа от «Партии социальных реформ — Прибыль от природных ресурсов — Народу», однако ему было отказано в регистрации по неизвестным причинам.

### Покушение
9 сентября 2011 года в центре Москвы у ресторана на Гоголевском бульваре, Владимир Бутов припарковал свой джип, а в нескольких метрах от машины остановились трое парней в спортивной одежде. После краткого диалога один из них дважды ударил Бутова ножом в бок. Одно из ранений оказалось проникающим и задело печень. Бутов был госпитализирован, вёлся розыск преступников.

## Уголовные дела
Владимир Бутов неоднократно был фигурантом уголовных дел. В 1986 году он получил полтора года условно за хищение. В августе 1991 года Бутова судили за браконьерство — возглавляя кооператив «Буран», он организовал незаконный вылов ценных пород рыб. В этот раз Бутов был приговорен к трем годам лишения свободы условно.
Позднее Бутов проходил по так называемому «водочному делу». Но тогда следователь Недосветей, назначенный после выборов советником Главы администрации НАО по правовым вопросам, состава преступления не нашел.
В 2001 году в должности губернатора Бутов фигурировал уже в шести уголовных делах: о мошенничестве с денежными зачетами и последующей куплей-продажей нефти, о злоупотреблениях полномочиями, о злостном неисполнении судебного решения. Ещё три дела против губернатора расследовались в Санкт-Петербурге, но до суда ни одно из них не дошло.
Ход делу о мошенничестве, связанном с расходованием средств на так называемый «северный завоз», дали благодаря стараниям ненецких журналистов. В 2002 году на пресс-конференции президента Владимира Путина корреспондент газеты «Няръяна вындер» («Красный тундровик»), Алексей Василивецкий спросил, почему в Ненецком автономном округе «уже третий прокурор, расследующий дела о злоупотреблениях, вынужден уйти в отставку, а губернатор Бутов на допросы не является». «Я об этом ничего не знаю, — ответил Путин, — но сегодня же поговорю об этом с генеральным прокурором». В итоге Бутов получил заочное обвинение в злоупотреблениях служебным положением в ходе закупок топлива для региона, а позже — в связи с неисполнением решения суда, и был объявлен в розыск. До конца 2002 года оба дела были прекращены, а главный редактор «Няръяна вындер» Ольга Чебурина была снята с должности.
В апреле 2003 года в Санкт-Петербурге Бутов избил сотрудника ГИБДД. Джип губернатора, спешившего на встречу с Владимиром Путиным, попытался вклиниться в президентский кортеж, но был остановлен инспектором Алексеем Поповым. Бутов и его спутники нанесли Попову несколько ударов. За это суд приговорил Бутова к трем годам условно.
В ходе следствия Попов и ещё двое свидетелей изменили свои первоначальные показания, но суд им не поверил, посчитав, что потерпевший и свидетели выгораживают Бутова и его сообщников по договоренности.

## Семья
Женат, сын и дочь, внучка.